# Музыкальная академия в Лодзи

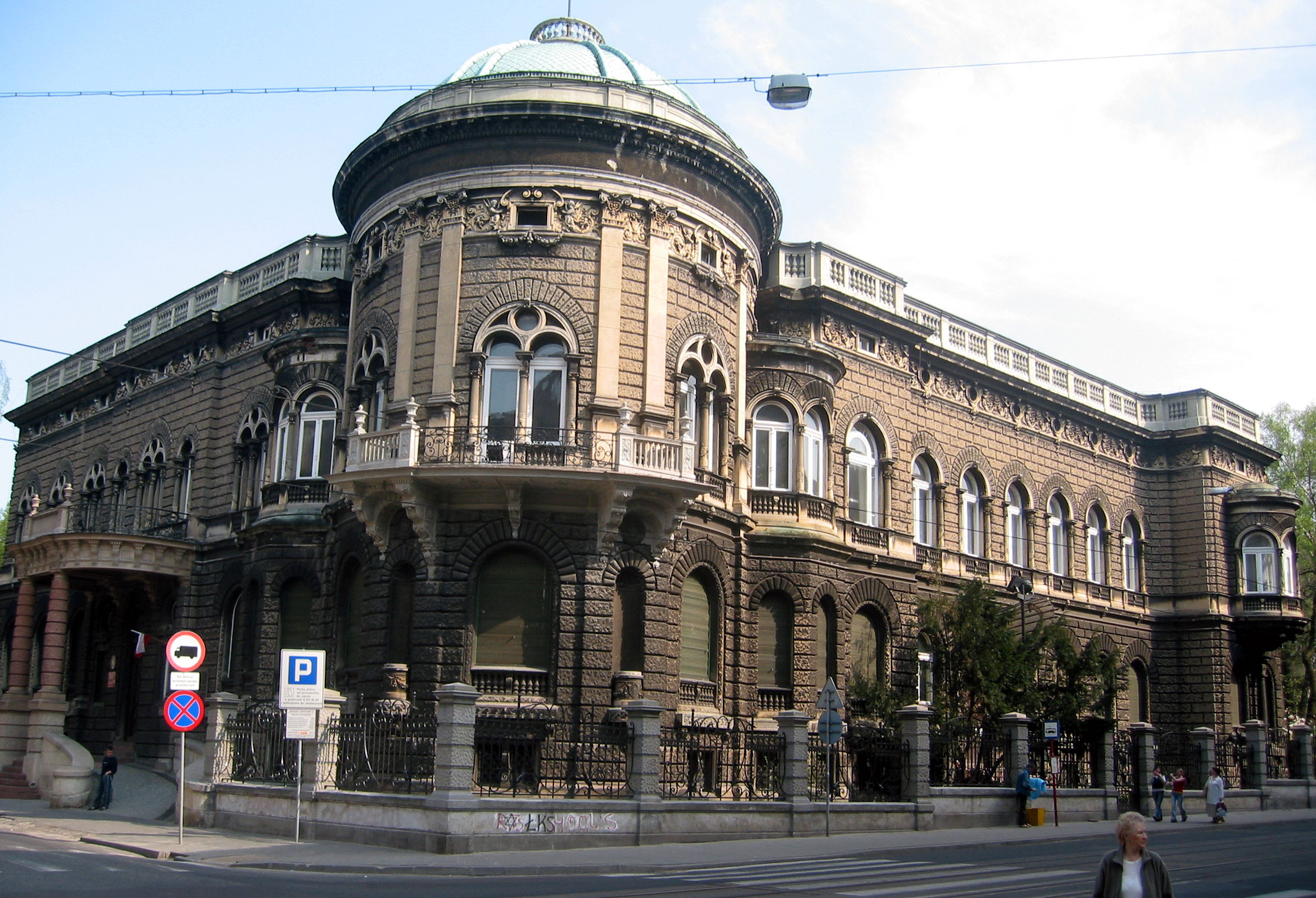
Дворец Познаньского — главное здание Академии

Музыкальная академия имени Гражины и Кейстута Бацевичей в Лодзи (пол. Akademia Muzyczna im. Grażyny i Kiejstuta Bacewiczów w Łodzi) — польская консерватория, расположенная в Лодзи. Носит имя Гражины Бацевич и Кейстута Бацевича, которые в ней учились и преподавали.
Основу академии составила частная консерватория Хелены Киеньской, основанная в 1912 году и действовавшая вплоть до Второй мировой войны. В годы немецкой оккупации Киеньска и её муж, пианист Антоний Добкевич, продолжали давать уроки частным образом, а в 1945 году воссоздали свою консерваторию, однако в Варшаве на правительственном уровне было принято решение об учреждении в городе Государственной высшей школы музыки, и для её создания в Лодзь был командирован Казимеж Вилкомирский. Киеньска передала инструменты, библиотеку и нотный архив своей консерватории в распоряжение нового учебного заведения, а сама стала его проректором. В числе создателей школы был и Казимеж Сикорский, возглавивший отделение теории, композиции и дирижирования, а затем сменивший Вилкомирского на посту ректора.
Академия располагается во Дворце Познаньского, построенном в 1904 году для Кароля Познаньского, владельца крупнейшего в городе красильного производства. В этом здании оккупационная администрация в годы Второй мировой войны учредила собственную музыкальную школу, а после освобождения было принято решение использовать его для тех же целей. Статус академии она получила в 1982 году, а в 1999 году ей было присвоено имя Бацевичей. В 1974 г. был открыт филиал в Быдгоще, пятью годами позже выделившийся в Музыкальную академию в Быдгоще.
Среди известных преподавателей были Ирена Дубиска, Бенедек Чалог и Владислав Кендра. В 1986 году Академия учредила звание почётного доктора, его первым обладателем стал Александр Тансман.

## Ректоры академии
- Казимеж Вилкомирский (1945—1947)
- Казимеж Сикорский (1947—1954)
- Мечислав Дробнер (1954—1957)
- Кейстут Бацевич (1957—1969)
- Зенон Плошай (1969—1981)
- Зыгмунт Гзелла (1981—1987)
- Александр Ковальчик (1987—1993)
- Богдан Довляш (1993—1999)
- Анна Весоловска-Фирлей (1999—2005)
- Антоний Вежбиньский (2005—2012)
- Цезарий Санецкий (2012—2020)
- Эльжбета Александрович (с 2020 г.)